# Jomfru (film fra 2012)
 For alternative betydninger, se Jomfru (flertydig). (Se også artikler, som begynder med Jomfru)
Jomfru er en dansk kortfilm fra 2012 instrueret af Louise Christiansen.

## Handling
Denne artikel mangler et handlingsreferat. Hjælp os med at skrive det.

## Medvirkende
- Lisa Miriam Otto
- Lærke Kartved
- Simone Rosenhagen
- Rasmus Andersen
- Mark Pries